# حمام بیرون دژسرخه
حمام بیرون دژسرخه مربوط به اوایل دوره قاجار است و در سرخه، محله بیرون دژ سرخه، کنار مسجد چهلستون واقع شده و این اثر در تاریخ ۵ آذر ۱۳۸۰ با شمارهٔ ثبت ۴۴۲۵ به‌عنوان یکی از آثار ملی ایران به ثبت رسیده است.